# فرودگاه ماریکویتا
فرودگاه ماریکویتا (به انگلیسی: Mariquita Airport) (به زبان بومی: Aeropuerto Mariquita) یک فرودگاه همگانی با کد یاتا MQU است که یک باند فرود آسفالت دارد و طول باند آن ۱۸۰۰ متر است. این فرودگاه در کشور کلمبیا قرار دارد و در ارتفاع ۴۶۷ متری از سطح دریا واقع شده‌است.